# Alžbeta Peruňská
Alžbeta Peruňská (* 5. November 2000) ist eine slowakische Badmintonspielerin.

## Karriere
Nachdem sie bei der slowakischen Meisterschaft 2017 im Einzel die Bronzemedaille gewann und im Doppel gemeinsam mit Lucia Vojteková die Silbermedaille, nahm sie im darauffolgenden Jahr für die Slowakei an der Mannschaftseuropameisterschaft 2018 im russischen Kasan teil. In der Gruppenphase kam sie dreimal im Doppel und einmal im Einzel zum Einsatz und verlor alle ihre Spiele. Die Slowakei beendete schlussendlich die Gruppe 2 auf dem dritten Platz und schied aus. Bei der slowakische Meisterschaft 2019 sicherte sie sich zusammen mit Lucia Vojteková erneut die Silbermedaille im Doppel. Nachdem 2020 und 2021 die slowakischen Meisterschaften aufgrund der COVID-19-Pandemie abgesagt wurden, erreichten Alžbeta Peruňská und Lucia Vojteková bei der slowakische Meisterschaft 2022 zum dritten Mal das Finale im Doppel und sicherten sich dort zum ersten Mal den slowakischen Meistertitel.